# إزالة ثنائي أكسيد الكربون

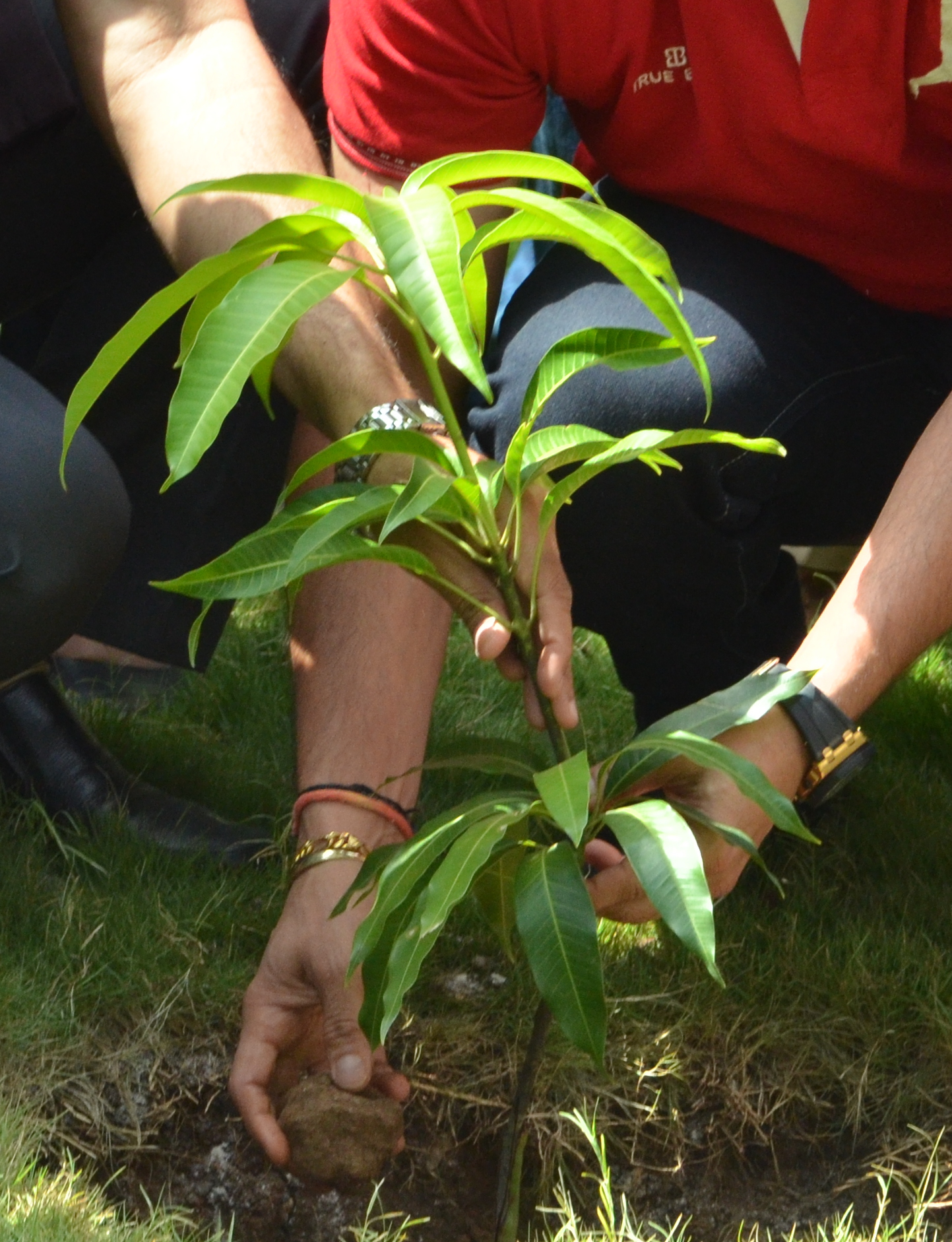

يُشير مصطلح إزالة ثنائي أكسيد الكربون (سي دي آر)، والمعروف أيضًا بعملية إزالة الغازات الدفيئة، عادةً إلى الطرق البشرية لإزالة ثنائي أكسيد الكربون من الغلاف الجوي وعزله لفترات طويلة، بحيث يُعزل ثنائي أكسيد الكربون في العملية أكثر مما ينبعث. تُعرف هذه الطرق أيضًا باسم تكنولوجيا الانبعاثات السلبية، إذ إنها توازن انبعاثات الغازات الدفيئة من ممارسات مثل حرق الوقود الأحفوري.
تشمل أساليب سي دي آر التشجير، والممارسات الزراعية التي تقوم بحبس الكربون في التربة، والطاقة الحيوية مع احتجاز الكربون وتخزينه، وتغذية المحيط، والتجوية المحسنة، والالتقاط المباشر من الهواء عند جمعه مع عملية التخزين. لتقييم ما إذا كانت عملية معينة تُحقق صافي انبعاثات سلبي، يجب إجراء تحليل شامل لدورة الحياة لهذه العملية.
بدلًا من ذلك، تستخدم بعض المصادر مصطلح «إزالة ثنائي أكسيد الكربون» للإشارة إلى أي تقنية تزيل ثنائي أكسيد الكربون، مثل الالتقاط المباشر من الهواء، ولكن يمكن تنفيذها بطريقة تؤدي إلى زيادة الانبعاثات بدلاً من إنقاصها خلال دورة حياة العملية.
في تحليل اللجنة الدولية للتغيرات المناخية لسبل التخفيف من تغير المناخ المتسقة مع الحد من ظاهرة الاحتباس الحراري إلى 1.5 درجة مئوية وجد أن جميع الطرق التي قُيمت تشمل استخدام سي دي آر لتعويض الانبعاثات. خلص تقرير توافقي لعام 2019 صادر عن (إن إيه إس إي إم) إلى أنه باستخدام طرق سي دي آر الحالية بمقاييس تجعل من الممكن نشره بصورة أمنة واقتصادية، هناك إمكانية لإزالة وعزل ما يصل إلى 10 غيغا طن من ثنائي أكسيد الكربون سنويًا. وهذا من شأنه أن يوازن انبعاثات الغازات الدفيئة بنحو خمس المعدل الذي تُنتج به.

## تعاريف
تُعرف اللجنة الدولية للتغيرات المناخية سي دي آر بأنه:
«الأنشطة البشرية لإزالة ثنائي أكسيد الكربون من الغلاف الجوي وتخزينه بصورة دائمة في الخزانات الجيولوجية أو الأرضية أو المحيطية أو في المنتجات. ويشمل التحسين البشري الحالي والمحتمل للأحواض البيولوجية أو الجيوكيميائية والالتقاط والتخزين المباشر من الهواء، لكنه يستثني امتصاص ثنائي أكسيد الكربون الطبيعي غير الناجم مباشرة عن الأنشطة البشرية».
تستخدم الأكاديميات الوطنية للعلوم والهندسة والطب (إن إيه إس إي إم) الموجودة في الولايات المتحدة مصطلح «تكنولوجيا الانبعاثات السلبية» مع تعريف مماثل.
يُصنف عادةً مفهوم التقليل المتعمد لكمية ثنائي أكسيد الكربون بصورة خاطئة مع إدارة الإشعاعات الشمسية كشكل من أشكال هندسة المناخ ويفترض أنه ينطوي على مخاطرة جوهرية. في الواقع، يعالج سي دي آر السبب الجذري لتغير المناخ وهو جزء من الاستراتيجيات الرامية إلى خفض صافي الانبعاثات. تتوقف معرفة ما إذا كان سي دي آر يفي بالتعاريف المشتركة «لهندسة المناخ» أو «الهندسة الجيولوجية» عادةً على الحجم الذي ستتم به.

## مفاهيم باستخدام مصطلحات مماثلة
يمكن الخلط بين سي دي آر واحتجاز وتخزين ثنائي أكسيد الكربون (سي سي إس)، وهي عملية يُجمع فيها ثنائي أكسيد الكربون من مصادر ثابتة مثل محطات توليد الطاقة التي تعمل بالفحم، والتي تُطلق مداخنها ثنائي أكسيد الكربون في دفق مُركز. بعد ذلك يُضغط ثنائي أكسيد الكربون ويُعزل أو يُستخدم. عند استخدامها لعزل الكربون من محطة توليد كهرباء تعمل بالفحم، فإن الـ سي سي إس تقلل من الانبعاثات الناتجة عن الاستخدام المستمر للمصادر الثابتة، ولكنها لا تقلل من كمية ثنائي أكسيد الكربون الموجودة بالفعل في الغلاف الجوي.

## إمكانية خفض صافي الانبعاثات
من المحتمل أن يكون استخدام سي دي آر بالتوازي مع الجهود الأخرى لتقليل الانبعاثات، مثل نشر الطاقة المتجددة، أقل تكلفة وتعطيلًا من استخدام الجهود الأخرى وحدها. قيم تقرير الدراسة التوافقية الصادر عن إن إيه إس إي إم في عام 2019 إمكانات جميع أشكال سي دي آر بخلاف تغذية المحيط التي يمكن نشرها بأمان واقتصاد باستخدام التقنيات الحالية، وقدر التقرير أنها يمكن أن تزيل ما يصل إلى 10 غيغا طن من ثنائي أكسيد الكربون في السنة إذا نُشرت بالكامل في جميع أنحاء العالم. هذا الرقم يمثل الخمس من الخمسين غيغا طن من انبعاثات ثنائي أكسيد الكربون السنوية من الأنشطة البشرية.
تقترح بعض سبل التخفيف تحقيق معدلات أعلى من سي دي آر من خلال النشر الواسع لتقنية واحدة، لكن هذه السبل تفترض أن مئات الملايين من الهكتارات من أراضي المحاصيل تُحول إلى محاصيل متنامية لإنتاج الوقود الحيوي. إن إجراء مزيد من الأبحاث في مجالات الالتقاط المباشر من الهواء، والعزل الجيولوجي لثنائي أكسيد الكربون، والتمعدن بالكربون يمكن أن يؤدي إلى تقدم تكنولوجي يجعل تحقيق معدلات أعلى من سي دي آر ممكن اقتصاديًا.
وُصفت احتمالية نشر سي دي آر على نطاق واسع في المستقبل على أنها خطر أخلاقي، لأنها يمكن أن تؤدي إلى انخفاض الجهود على المدى القريب للتخفيف من تغير المناخ. خلص تقرير إن إيه إس إي إم لعام 2019 إلى:
«أي حجة لتأخير جهود التخفيف بسبب نيتس (تقنيات الانبعاثات السلبية) ستوفر دعمًا للتمثيل الخاطئ لقدراتها الحالية والوتيرة المحتملة للتقدم البحثي».

## عزل الكربون
تمتص الغابات، وغابات أعشاب البحر، وغيرها من أشكال الحياة النباتية ثنائي أكسيد الكربون من الهواء أثناء نموها، وتدمجه بالكتلة الحيوية. ومع إمكانية التراجع عن استخدام النباتات كبالوعات للكربون بسبب أحداث مثل الحرائق الهائلة، فإن الاعتماد على هذه النهج في الأمد البعيد كان محل تساؤل.
يمكن أيضًا تخزين ثنائي أكسيد الكربون الذي أُزيل من الغلاف الجوي في قشرة الأرض عن طريق حقنه في باطن الأرض، أو على شكل أملاح كربونات غير قابلة للذوبان (فصل المعادن). هدفهم هو إزالة الكربون من الغلاف الجوي وعزله إلى أجل غير مسمى ومن المفترض أن يكون ذلك لفترة طويلة (من آلاف إلى ملايين السنين). تكنولوجيا التقاط الكربون لم تصل بعد إلى أكثر من 33٪ من الكفاءة. وعلاوة على ذلك، يمكن التراجع عن هذه العملية بسرعة، من خلال الزلازل أو التعدين على سبيل المثال.

## وسائل

### الطاقة الحيوية مع احتجاز الكربون وتخزينه
تستخدم الطاقة الحيوية مع احتجاز وتخزين الكربون أو (بي إي سي سي إس)، الكتلة الحيوية لاستخراج ثنائي أكسيد الكربون من الجو، وتقنيات احتجاز وتخزين الكربون لتركيزه وتخزينه بصورة دائمة في تكوينات جيولوجية عميقة.
تعد بي إي سي سي إس حاليًا (اعتبارًا من أكتوبر 2012) تقنية سي دي أر الوحيدة التي نُشرت على نطاق صناعي كامل، مع تدوير 550 ألف طن من ثنائي أكسيد الكربون سنويًا، مقسمة بين ثلاثة منشآت مختلفة (اعتبارًا من يناير 2012).
أصدرت كل من كلية لندن الإمبراطورية ومكتب الأرصاد الجوية في المملكة المتحدة مركز هادلي للتنبؤات والأبحاث المناخية ومركز تيندال لأبحاث تغير المناخ ومعهد ووكر لأبحاث النظام المناخي ومعهد غرانثام لتغير المناخ تقريراً مشتركاً عن تقنيات إزالة ثنائي أكسيد الكربون كجزء من أفويد: برنامج أبحاث تجنب تغير المناخ الخطير، ووضح التقرير أنه «بصورة عامة، من بين التقنيات التي دُرست في هذا التقرير، فإن تقنية بي إي سي سي إس الأكثر نضوجًا ولا توجد عوائق عملية كبيرة أمام إدخالها في نظام الطاقة الحالي. وجود منتج أساسي سيدعم النشر المبكر».